# محیط میان‌ستاره‌ای

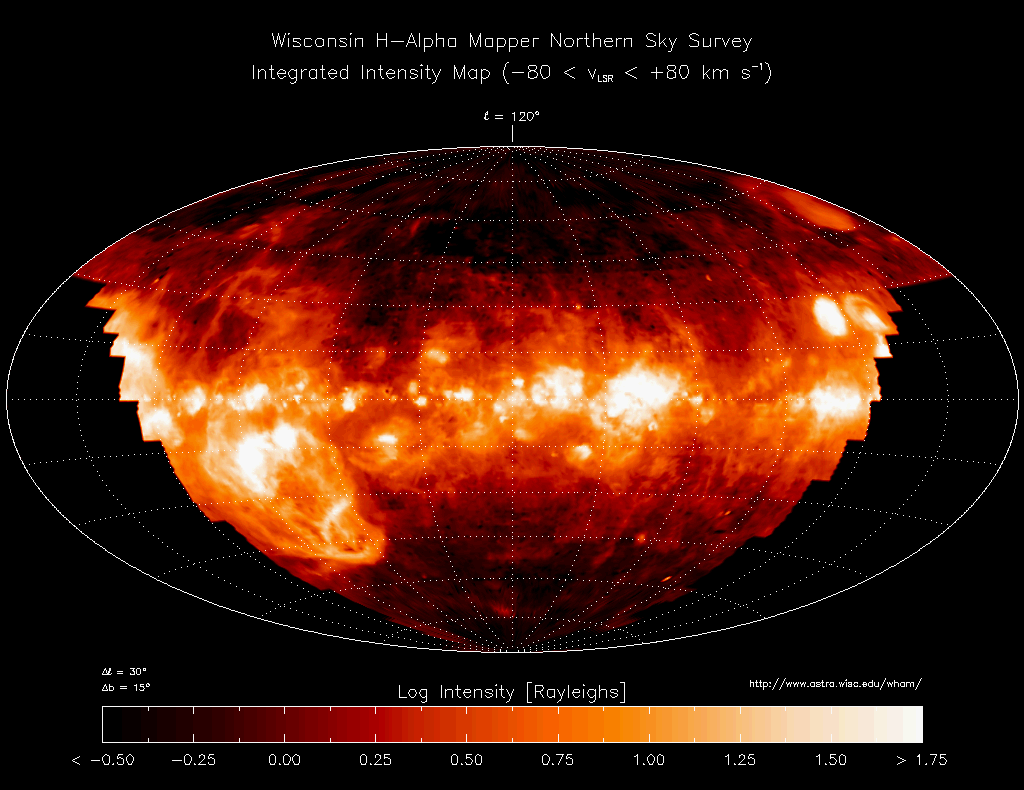
توزیع هیدروژن یونیزه‌شده (که در میان اخترشناسان با استفاده از اصطلاحات طیفی پیشین به نام H II شناخته می‌شود) در قسمت‌هایی از فضای میان‌ستاره‌ای کهکشانی مشاهده از نیمکرهٔ شمالی؛ آن‌گونه که با استفاده از رصدخانهٔ نقشه‌ساز H آلفا ویسکانسین در زمین قابل مشاهده‌است.(Haffner, Reynolds, Tufte & Madsen 2003).

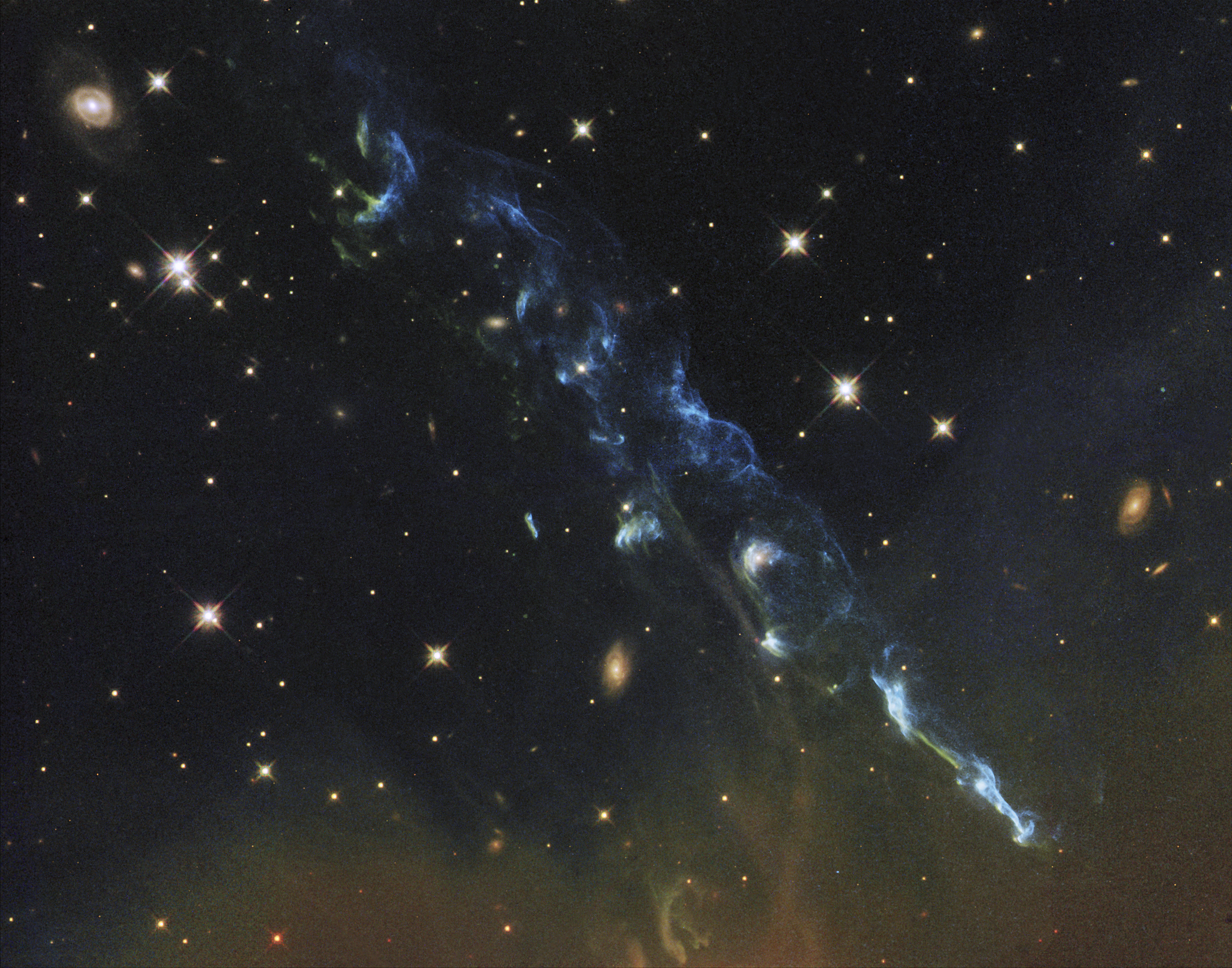
یک ستاره در حال انتشار گاز در محیط میان‌ستاره‌ای

محیط میان‌ستاره‌ای (انگلیسی: Interstellar medium) یا (ISM) در اخترشناسی به موادی گفته می‌شود که در فضای بیرونی، فاصلهٔ میان سامانه‌های ستاره‌ای را پر می‌کند و این مواد معمولاً متشکل از گاز با شکل‌های یونی، مولکولی یا اتمی به همراه غبارها و پرتوهای کیهانی است.
فضای میان‌ستاره‌ای، به نحو غیرقابل امتزاجی در فضای میان‌کهکشانی نیز فرومی‌رود. انرژی که همان حجم محیط میان‌ستاره‌ای را به صورت الکترومغناطیسی اشغال کند، میدان پرتویی میان‌ستاره‌ای نامیده می‌شود.
محیط بین‌ستاره‌ای از فازهای چندگانه تشکیل شده‌است که این فازها از نظر یونیزه‌بودن یا نبودن مادهٔ تشکیل دهنده، اتمی یا مولکولی بودن، و نیز دما و چگالی ماده، از یک‌دیگر متمایز و مشخص هستند. محیط بین‌ستاره‌ای عمدتاً از هیدروژن تشکیل شده و پس از آن هلیوم، با مقدار کمی کربن، اکسیژن و نیتروژن در مقایسه با هیدروژن تشکیل شده‌است. فشارهای حرارتی این فازها با یکدیگر در تعادل تقریبی هستند. زمینه‌های مغناطیسی و حرکات آشفته نیز فشار را در محیط میان‌ستاره‌ای فراهم می‌کنند و معمولاً به صورت پویا از فشار حرارتی بیشتر هستند.

## کهکشان راه شیری
در جدول زیر ترکیب محیط میان‌ستاره‌ای در کهکشان راه شیری بیان شده‌است:
| جزء                        | حجم متراکم (درصد) | فاصله نپری (pc) | دما (K)    | چگالی (اتم/cm3) | حالت هیدروژن | رصد                                                         |
| -------------------------- | ----------------- | --------------- | ---------- | --------------- | ------------ | ----------------------------------------------------------- |
| ابرهای مولکولی             | کمتر از ۱         | ۸۰              | ۱۰—۲۰      | ۱۰۲—۱۰۶         | مولکولی      | خطوط جذبی و نشری پرتوهای زیرسرخ و رادیویی مولکولی           |
| محیط خنثی سرد              | ۱ تا ۵            | ۱۰۰—۳۰۰         | ۵۰—۱۰۰     | ۲۰—۵۰           | اتمی خنثی    | خط جذبی هیدروژن                                             |
| محیط خنثی گرم              | ۱۰ تا۲۰           | ۳۰۰—۴۰۰         | ۶۰۰۰—۱۰۰۰۰ | ۰٫۲—۰٫۵         | اتمی خنثی    | خط نشری هیدروژن                                             |
| محیط یونی گرم              | ۲۰ تا۵۰           | ۱۰۰۰            | ۸۰۰۰       | ۰٫۲—۰٫۵         | یونیزه‌شده    | نشر و پاشندگی هیدروژن آلفا                                  |
| منطقه اچ ۲                 | کمتر از ۱         | ۷۰              | ۸۰۰۰       | ۱۰۲—۱۰۴         | یونیزه‌شده    | نشر و پاشندگی هیدروژن آلفا                                  |
| گازهای کرونا محیط یونی داغ | ۳۰ تا۷۰           | ۱۰۰۰—۳۰۰۰       | ۱۰۶—۱۰۷    | ۱۰−۴—۱۰−۲       | یونیزه‌شده    | خطوط نشری و جذبی پرتو ایکس فلزهای یونیده، خطوط طیفی فرابنفش |